# Cold Lake, Alberta (sjö)
Cold Lake är en sjö i Kanada.   Den ligger i provinserna Alberta och Saskatchewan, i den centrala delen av landet, 2 600 km väster om huvudstaden Ottawa. Cold Lake ligger 531 meter över havet. Arean är 373 kvadratkilometer.
Trakten runt Cold Lake är nära nog obefolkad, med mindre än två invånare per kvadratkilometer.